# Krabošice
Krabošice (dříve též Krabušice, německy Kraboschitz) jsou malá osada v katastrálním území Voděrádky města Říčany v okrese Praha-východ. Nachází se asi 2,5 km jihozápadně od Říčan. V roce 2011 zde žilo 15 obyvatel v sedmi domech.
V osadě, rozložené na levém břehu Pitkovického potoka, je registrováno jedenáct čísel popisných. Nedaleko prochází silnice II/101.

## Obecní správa
V letech 1850-1890 je osada vedena pod názvem Krabušice - v roce 1850 jako osada obce Voděrádky v okrese Říčany, v letech 1869-1890 osada obce Kuří v okrese Český Brod. Jako osada Kuří, ale v okrese Žižkov, je vedena i v roce 1900 pod názvem Krabošice, o deset let později pod názvem Krabošice t. Krabušice. V letech 1921-1950 byla osadou obce Voděrádky, v letech 1961-2007 byla částí obce Říčany, 11. července 2007 jako část obce zanikla.
| Rok            | 1869 | 1880 | 1890 | 1900 | 1910 | 1921 | 1930 | 1950 | 1961 | 1970 | 1980 | 1991 | 2001 | 2011 |
| -------------- | ---- | ---- | ---- | ---- | ---- | ---- | ---- | ---- | ---- | ---- | ---- | ---- | ---- | ---- |
| Počet obyvatel | 29   | 23   | 30   | 25   | 25   | 36   | 55   | 32   | 33   | –    | 17   | 16   | 14   | 15   |
| Počet domů     | 3    | 3    | 3    | 3    | 4    | 5    | 10   | 12   | –    | –    | 7    | 9    | 9    | 7    |